# Жданов (Белгородская область)
Жданов — хутор в Яковлевском районе Белгородской области России.
Входит в состав городского поселения город Строитель.

## География
Расположен южнее хутора Журавлиное и граничит с ним.
На хуторе имеются две улицы: Новая и Шоссейная. По второй проходит федеральная автомагистраль М-2 «Крым».

## Население
| 2002 | 2010 |
| ---- | ---- |
| 93   | ↗131 |